# The Adicts

The Adicts im Schlachthof Wiesbaden, 2006

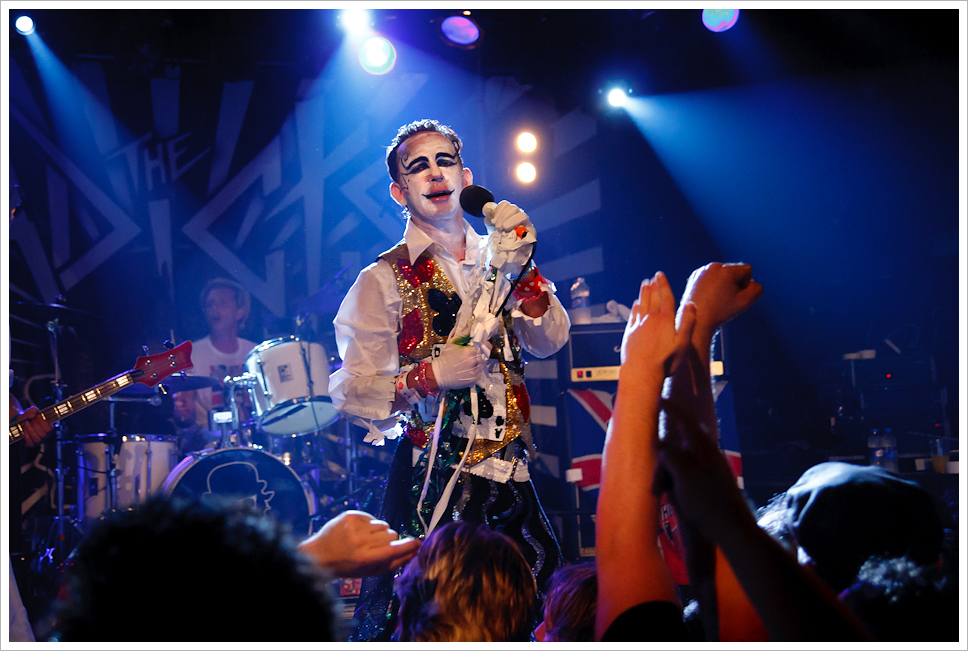
The Adicts im SO 36 in Berlin, 2011

The Adicts (englisch eigentlich addicts, deutsch „die Süchtigen“) ist eine Punkband aus Ipswich, Großbritannien. Sie wurden 1975 gegründet und spielten bis 2017 in ihrer Originalbesetzung. Sie nannten sich selbst die am längsten existierende Punkband mit Originalbesetzung.

## Bandgeschichte
Bei ihrer Gründung 1975 nannte sich die Band anfangs Afterbirth, später The Pintz. Im Jahre 1977, durch Stanley Kubricks Film Clockwork Orange inspiriert, änderten sie ihren Namen in The Adicts. Da es schon eine Band mit dem Namen Addicts gab, ließen sie einfach ein d weg.
Die Mitglieder übernahmen den Stil und das Aussehen, also weiße Kleidung und schwarz-weiß geschminkte Gesichter, der „Clockwork Orange“-Gang rund um Alex. 2009 und 2017 begleiteten The Adicts als Vorgruppe die Deutschland-Tournee von den Toten Hosen.

## Diskografie
- 1979: Lunch with the Adicts (EP)
- 1981: Songs of Praise
- 1982: Sound of Music
- 1984: This Is Your Life
- 1985: Smart Alex
- 1986: Fifth Overture
- 1987: Live and Loud (Live)
- 1988: Rockers into Orbit (Live)
- 1993: twenty-seven
- 2002: Rise and Shine
- 2004: Rollercoaster
- 2009: Life Goes On
- 2012: All the Young Droogs
- 2017: And It Was So!